# Oporinia addendaria
Oporinia addendaria är en fjärilsart som beskrevs av White 1878. Oporinia addendaria ingår i släktet Oporinia och familjen mätare. Inga underarter finns listade i Catalogue of Life.